# 大巴瓜區
5°45′22″S 78°26′28″W / 5.75611°S 78.44111°W
大巴瓜區（西班牙語：Distrito de Bagua Grande），是秘魯的一個區，位於該國北部亞馬遜大區的烏特庫班巴省，面積746.6平方公里，海拔高度440米，2005年人口49,956，人口密度每平方公里67人。